# Théorie combinatoire des groupes
En mathématiques, la théorie combinatoire des groupes est la théorie des groupes libres et des présentations d'un groupe par générateurs et relations. Elle est très utilisée en topologie géométrique, le groupe fondamental d'un complexe simplicial héritant, d'une façon naturelle et géométrique, d'une telle présentation.
Elle est aujourd'hui englobée en grande partie par la théorie géométrique des groupes, qui utilise de plus des techniques extérieures à la combinatoire.
Elle inclut certains problèmes indécidables, dont les plus connus sont le problème du mot pour les groupes et le classique problème de Burnside.

## Histoire
Voir Chandler et Magnus (1982) pour une histoire détaillée de cette théorie. On en trouve une proto-forme dans le calcul icosien (en) par lequel William Rowan Hamilton étudia, en 1856, le groupe des symétries de l'icosaèdre via le graphe des arêtes du dodécaèdre.
Les fondements de la théorie combinatoire des groupes ont été posés au début des années 1880 par un étudiant de Felix Klein, Walther von Dyck, qui a fourni la première étude systématique des générateurs et relations.